# Mesocestoides
Mesocestoides je rod tasemnic z čeledi Mesocestoididae. Dospělé tasemnice Mesocestoides parazitují ve střevech psovitých, kočkovitých, vzácně i jiných savců, včetně člověka. Tělo dospělé tasemnice se skládá až ze 400 proglotid a měří mezi 40–150 cm. Vývojový cyklus jde přes dva mezihostitele. Prvním jsou bezobratlí – např. roztoči. Druhým mezihostitelem mohou být plazi, obojživelníci, ptáci či savci. V Evropě je nejvýznamnějším druhým mezihostitelem drobný hlodavec. Klinický význam jak pro domácí zvířata, tak pro člověka je relativně malý. Ojedinělé případy infekce u lidí byly způsobeny konzumací tepelně neupraveného masa hadů, drůbeže či orgánů zvěřiny. Mezi známé druhy patří M. lineatus, M. variabilis, M. corti, M. vogae. V Evropě je nejběžnějším druhem M. lineatus a hlavním konečným hostitelem je liška obecná.